# Phostria maculicostalis
Phostria maculicostalis là một loài bướm đêm trong họ Crambidae.